# The Salvation
The Salvation (titulada como Venganza fatal en América Latina) es una película danesa de 2014 dirigida por Kristian Levring y protagonizada por Mads Mikkelsen,  Eva Green, Jeffrey Dean Morgan. Fue rodada en Sudáfrica.

## Argumento
Después de la Segunda Guerra de Schleswig en 1864, Jon Jensen (Mads Mikkelsen) y su hermano Peter (Mikael Persbrandt) emigraron a los Estados Unidos desde Dinamarca y se establecieron en algún lugar entre el río Misisipi y las Montañas Rocosas. Siete años después, la esposa de Jon, Marie (Nanna Øland Fabricius) y su hijo de 10 años, Kresten (Toke Lars Bjarke), llegan a su encuentro. Reunidos todos, Jon y su familia abordan una diligencia con destino a su pequeña residencia mientras Peter se queda atrás. Su diligencia también es abordada por delincuentes recién liberados, Paul y Lester. Después de una lucha tensa, los delincuentes expulsan a Jon del autocar en movimiento y luego violan y matan a la esposa de Jon. También matan a su hijo y al conductor y al guardia de la diligencia.
Con gran esfuerzo, Jon alcanza a la diligencia para hallar asesinada a su familia. Enfurecido, mata a los dos convictos.
Sin que Jon lo sepa, Paul (Michael Raymond-James) es el hermano de Henry Delarue (Jeffrey Dean Morgan), un conocido líder de una banda y barón de la tierra. Al enterarse de la noticia, Delarue exige que al alcalde Keane (Jonathan Pryce) y al sheriff Mallick, de Black Creek, que lo detenga. Ante la imposibilidad a hacerlo, mata a tres ciudadanos inocentes del pueblo. También obliga a la gente del pueblo a cooperar y encontrar al asesino de su hermano. Delarue había sido coronel del ejército que había luchado contra los nativos americanos. Según se cuenta debió ser un buen hombre antes de que la guerra lo cambiara.
Tras enterrar a su esposa e hijo, Jon decide abandonar la ciudad con Peter y vende sus tierras a Keane, el alcalde y empresario de Black Creek. Antes de que puedan irse, Jon y Peter son capturados por el sheriff y ministro de la ciudad, Mallick. Cuando Jon se sienta en su celda, Mallick le dice que su muerte le comprará más tiempo al pueblo mientras intenta informar a las autoridades superiores sobre las acciones de Delarue. Mientras tanto, se revela que Delarue está trabajando con Standard Atlantic Oil Company y, con la ayuda del alcalde Keane, había adquirido Black Creek y sus tierras circundantes, que son ricas en petróleo crudo sin explotar. Sin que Mallick lo supiera, la compañía logró interceptar su mensaje de ayuda y evitar que llegara a las autoridades. La cuñada viuda de Delarue, Madelaine (Eva Green), muda por un lance de su pasado con los indios nativos, actúa como su contable mientras sufre el abuso sexual y físico por parte de él.
A la mañana siguiente, Jon es escoltado a la base de Delarue, una ciudad abandonada, y atado a un poste expuesto al sol. En Black Creek, Peter logra salir de la cárcel y mata a varios secuaces de Delarue. Libera a Jon, y se lo lleva. Mientras se alejan son perseguidos por Delarue y el resto de sus hombres.
Al darse cuenta de que Jon está demasiado débil para continuar, Peter lo oculta, le deja un arma y se lleva tras de sí a la partida de hombres que les persigue. Finalmente es atrapado y asesinado. Aprovechando la ausencia de Delarue, Madelaine roba su dinero y sube a un tren. Sin embargo, el tren es interceptado y ella es capturada. Delarue les invita a sus hombres a que, después de divertirse con ella, terminen con ella.
Jon deambula por el campo en busca de agua y refugio. Se encuentra con una pequeña residencia que pertenece a la Sra. Whistler, cuyo esposo fue uno de los tres asesinados por Delarue. Jon se refugia en su casa para recuperarse de sus heridas mientras la Sra. Whistler y sus hijos huyen. Después de regresar a la ciudad, se enfrenta y mata al alcalde Keane dada su complicidad con Delarue. En el almacén general, se arma y acepta a regañadientes la ayuda de Voichek (Alexander Arnold), el joven tendero cuya abuela fue uno de los tres asesinados por Delarue.
Jon usa distracciones y tácticas de guerrilla para matar a los secuaces de Delarue, de uno en uno. Voichek es asesinado e inadvertidamente prende fuego a su asesino y al hotel donde está detenida Madelaine, lo que facilita que escape. Delarue encuentra y hiere a Jon. Justo cuando está a punto de matar a Jon, Madelaine le dispara a Delarue dos veces, y Jon lo remata con un disparo en la cabeza.
El sheriff Mallick y sus ayudantes entran en escena y agradecen a Jon. Cuando intentan arrestar a Madelaine, Jon les ordena que se vayan y dice que la llevará con él. La pareja se va para comenzar su nueva vida juntos, y la película revela que la tierra finalmente es tomada por la compañía petrolera.

## Reparto
- Mads Mikkelsen como Jon Jensen.
- Eva Green como Madelaine.
- Jeffrey Dean Morgan como Henry Delarue.
- Éric Cantona como Corsican.
- Mikael Persbrandt como Peter Jensen.
- Douglas Henshall como el sheriff Mallick.
- Michael Raymond-James como Paul Delarue.
- Jonathan Pryce como el mayor Nathan Keane.
- Alexander Arnold como Voichek Borowski.
- Nanna Øland Fabricius como Marie Jensen.
- Toke Lars Bjarke como Kresten Jensen.
- Sean Cameron Michael como Lester.
- Carel Nel como el jefe de la diligencia.
- Kobus Swanepool como el pistolero de la diligencia.
- José Domingos como Mr. Raul Delgado.
- Sivan Rafaely como Mrs. Delgado.
- Vanessa Cooke como Mrs. Borowski.
- Grant Swanby como Joe sin pierna.
- Theo Geldenhuys como Mr. Whisler.
- Susan Danford como Mrs. Whisler.
- Matthew Thompson como el niño Whisler.
- Kelly Lambre como la niña Whisler.
- Danny Keogh como Calder Jenkins.
- Adam Neill como Mr. Bradley.
- David James como el rastreador.
- Anthony Oseyemi como Jefferson.
- Nick Boraine como el fumador.
- Robert Hobbs como el hombre con el diente plateado.
- Anthony Bishop como el delgado.
- St John Alexander como Jack, el hombre a quien Jon le rompió la mandíbula.
- Langley Kirkwood.
- Aidan Lithgow.
- Dan Robbertse como Aron.
- Andre Odendaal Cash
- Ian Edmondstone Train Conductor #1
- Willem Huyzers Train Conductor #2
- Jacques Gombault como un pasajero del tren.
- Daniel Janks como un US Marshall.
- Koos Dippenaar como un miembro de la banda de Delarue.
- Chad Sapire.
- Juan Dippenaar.
- Tjaka Erasmus.
- Hannes Vosloo.
- Chris Oberem.
- Jimmy Fell.
- Gavin Mey.
- Janus Prinsloo como un ciudadano.

## Producción
La fotografía principal empezó el 8 de abril de 2013 en Johannesburgo, South Africa.

## Recepción
En Metacritic la película obtuvo 64 sobre 100 y recibió 19 críticas generalmente favorables.